# Régiment de Berwick
Pour les articles homonymes, voir Berwick.
Le régiment de Berwick est un régiment d'infanterie irlandais au service du royaume de France créé le 1er mars 1698 pour Jacques FitzJames, duc de Berwick, fils naturel du roi Jacques d'Angleterre, renforcé le 26 avril 1775 par incorporation du régiment de Clare, et renommé le 1er janvier 1791 le 88e régiment d'infanterie de ligne.

## Création et différentes dénominations
- 18 juin 1690 : Création du régiment d'O'Brien
- 18 novembre 1693 : Devient le régiment de Lée
- 25 août 1694 : Prend le nom de régiment de Talbot
- 8 avril 1696 : Redevient régiment de Clare
- 11 mai 1706 : Prend le nom de régiment d'O'Brien
- 1720 : Reprend le nom de régiment de Clare
- 1er mars 1698 : création du régiment de Berwick[1]
- 1er janvier 1791 : renommé 88e régiment d'infanterie de ligne[2]

## Colonels et mestres de camp
- 18 juin 1690 : Daniel O'Brien (1693) (en) vicomte de Clare (en)[3]
- 18 novembre 1693 : André de Lée[3],[4]
- 25 août 1694 : Richard Talbot[3],[5]
- 8 avril 1696 : Charles O'Brien vicomte de Clare[3],[6]
- 11 août 1706 : Morogh O'Brien[7],[3],[8]
- 3 août 1720 : Charles O'Brien de Clare, comte de Thomond[3],[9]
- 20 septembre 1761 : Charles O'Brien de Clare, vicomte de Thomond[3]
- 26 avril 1775 : Jean-Charles de Berwick duc de Fitz-James[3]
- 9 mai 1784 : Jacques Charles de Berwick duc de Fitz-James[3],[10]
- 21 octobre 1791 : Charles Alexis O'Connor[3],[10]
- 13 décembre 1792 : Olivier Harty[3],[10]

## Historique des garnisons, combats et batailles

### Régiment d'O'Brien (1690-1693)
Le régiment de Clare est constitué de volontaires irlandais ayant émigré d'Irlande à la suite de la bataille de la Boyne et du traité de Limerick, qui avait scellé la défaite des troupes de Louis XIV face à celles menées par le parlement anglais et le roi d'Angleterre Guillaume d'Orange.
Son uniforme comprend un habit de drap rouge garance, doublure verte et culotte blanche, parement et revers jaune, poches ordinaires, garnies de 4 boutons, de 2 en 2 autant sur la manche, 5 petits au revers en distance égale, 3 gros au dessous, boutons blancs no 78. Chapeau bordé de galon blanc. Drapeau rouge et jaune par quartier.

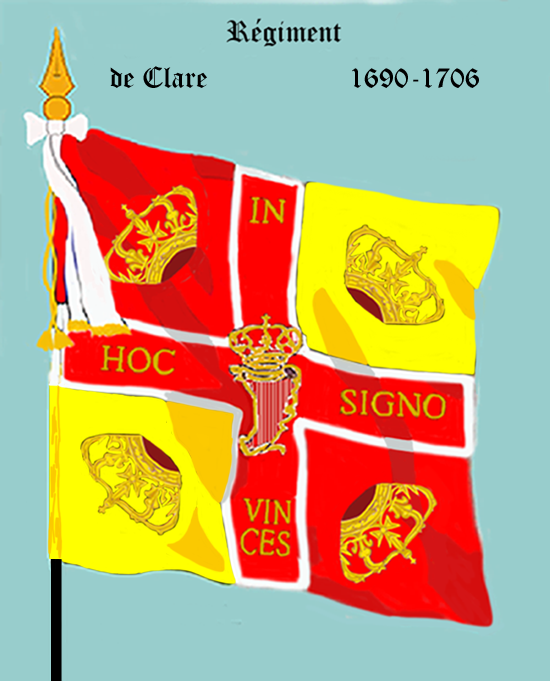
Régiment de Clare de 1690 à 1706

#### Guerre de la Ligue d'Augsbourg
Ce régiment, formé comme le régiment de Dillon par ordre du 18 juin 1690. Il est constitué de volontaires irlandais ayant émigré d'Irlande à la suite de la bataille de la Boyne et du traité de Limerick, qui avait scellé la défaite des troupes de Louis XIV face à celles menées par le parlement anglais et le roi d'Angleterre Guillaume d'Orange.
Le régiment de Clare est aussitôt envoyé sur les Alpes pour servir avec marquis de Saint-Ruth qui venait d'occuper toute la Savoie dans le cadre de la guerre de la Ligue d'Augsbourg. Il ne restait plus qu'à débusquer le comte de Bernex retranché avec 400 hommes dans la vallée de la Tarentaise à la hauteur de Cevins. Le lieutenant-colonel de André de Lée s'offrit à aller forcer les Savoyards avec le régiment de Clare. Il tourne la montagne qu'il avait à sa gauche pour la gravir sur le revers opposé et en vient à bout après d'incroyables fatigues. Parvenu au sommet, il fait reposer et rafraîchir sa troupe, puis, sans donner à l'ennemi le temps de se reconnaître, il se précipite du haut de la montagne vers les retranchements. Les épouvantables cris que poussent les Irlandais jettent la terreur dans les rangs de l'ennemi, qui, sans chercher à se défendre, abandonne retranchements, artillerie et munitions, se hâte de mettre l'Isère entre lui et ses adversaires et disparaît dans les gorges des montagnes. Les Irlandais eurent pour eux tout le butin, et André de Lée fut fait colonel à la suite du régiment. Celui-ci fit au mois de novembre le siège de Montmélian, avant de se rendre à Pignerol ou il passa l'année 1691.
Pendant les campagnes de 1692 et 1693 le régiment est sous les ordres du maréchal de Catinat et combat à la bataille de Marsaglia, où le colonel commandant le régiment Daniel O'Brien (1693) (en) vicomte de Clare (en) perd la vie. André de Lée est alors nommé colonel commandant le régiment.

### Régiments de Lée et de Talbot (1693-1696)

#### Guerre de la Ligue d'Augsbourg
De 1693 à 1696 le régiment continua de servir en Italie, sous les noms de régiment de Lée et régiment de Talbot, il ne se passa rien d'extraordinaire si ce n'est que le régiment repoussa une sortie des assiégés de Valenza

### Régiment de Clare (1697-1706)

#### Guerre de la Ligue d'Augsbourg
En 1697, le régiment de Clare fait la campagne sur la Meuse.
En 1698, après le traité de Ryswick qui met fin à la guerre de la Ligue d'Augsbourg le régiment est réduit à un bataillon.

#### Guerre de Succession d'Espagne
Quand la guerre de Succession d'Espagne éclata en 1701, le régiment de Clare était en Alsace.
Rétabli à deux bataillons, il sert en 1703 au siège de Kehl et fait toute la campagne de Bavière sous le maréchal de Villars et se distingue particulièrement au combat de Munderkirchen et à la première bataille d'Höchstädt.
En 1704, il montre une grande bravoure à la défense des retranchements de Schellemberg et à la seconde journée d'Höchstädt avant de terminer cette campagne en Alsace et de passer l'hiver à Metz.
En 1705, on le trouve à l'armée de la Moselle.
En 1706 le régiment est l'armée de Flandre. À Ramilies, il faisait partie de la brigade de Picardie et faillit être anéanti. Un corps ennemi très nombreux, débouchant à travers des haies, fondit sur la brigade, qui, malgré son infériorité, s'avança à sa rencontre et fit la moitié du chemin. Le choc fut des plus rudes, et le régiment de Clare allait être écrasé et entraîner le régiment de Picardie dans sa ruine, quand il fut secouru très à propos par les régiments Royal-Italien et Gondrin. Grâce à ce secours , le régiment put faire sa retraite, mais il laissa sans vie sur le champ de bataille un grand nombre d'officiers et de soldats, dont son colonel Charles O'Brien vicomte de Clare.

### Régiment d'O'Brien (1706-1720)

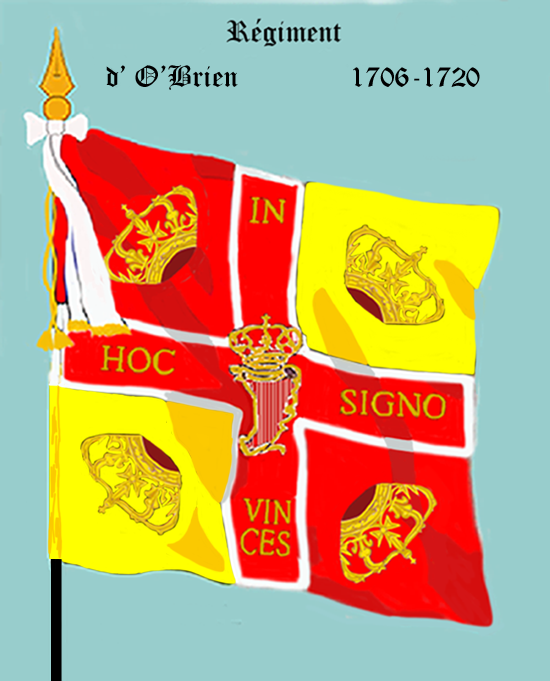
régiment d'O'Brien de 1706 à 1720

#### Guerre de Succession d'Espagne
Le régiment fait la campagne de 1707 dans la brigade de Piémont.
En 1708, il combat à Audenarde avec Bourbonnais. Pendant le siège de Lille, il demeura au camp du Saulsoy avec le duc de Bourgogne, Louis.
En 1709, durant la bataille de Malplaquet, le régiment et la brigade Irlandaise jouèrent un rôle brillant.
En 1711, Clare combat encore avec éclat au siège d'Arleux.
En 1712, il participe activement à la bataille de Denain, à la reprise de Douai, du Quesnoy et de Bouchain.
Passé à l'armée du Rhin après la paix d'Utrecht, il se trouva aux sièges de Landau et de Fribourg. Après ces combats, en 1713, le régiment se trouvant réduit à un bataillon, dans lequel on incorpora le 6 février 1715 le « régiment d'O'Donnell », créé en 1698 sous le nom de « régiment d'Albemarle ». 
Les régiments irlandais se recrutaient difficilement, et par la suite on n'entretint ces corps au complet qu'en en diminuant successivement le nombre.

#### Guerre de la Quadruple-Alliance
En 1719, le régiment de Clare est engagé dans la guerre de la Quadruple-Alliance et rattaché à l'armée des Pyrénées.
et se trouve aux sièges de Fontarrabie, de Saint-Sébastien et d'Urgell, et au blocus de Roses.

### Régiment de Clare (1720-1775)

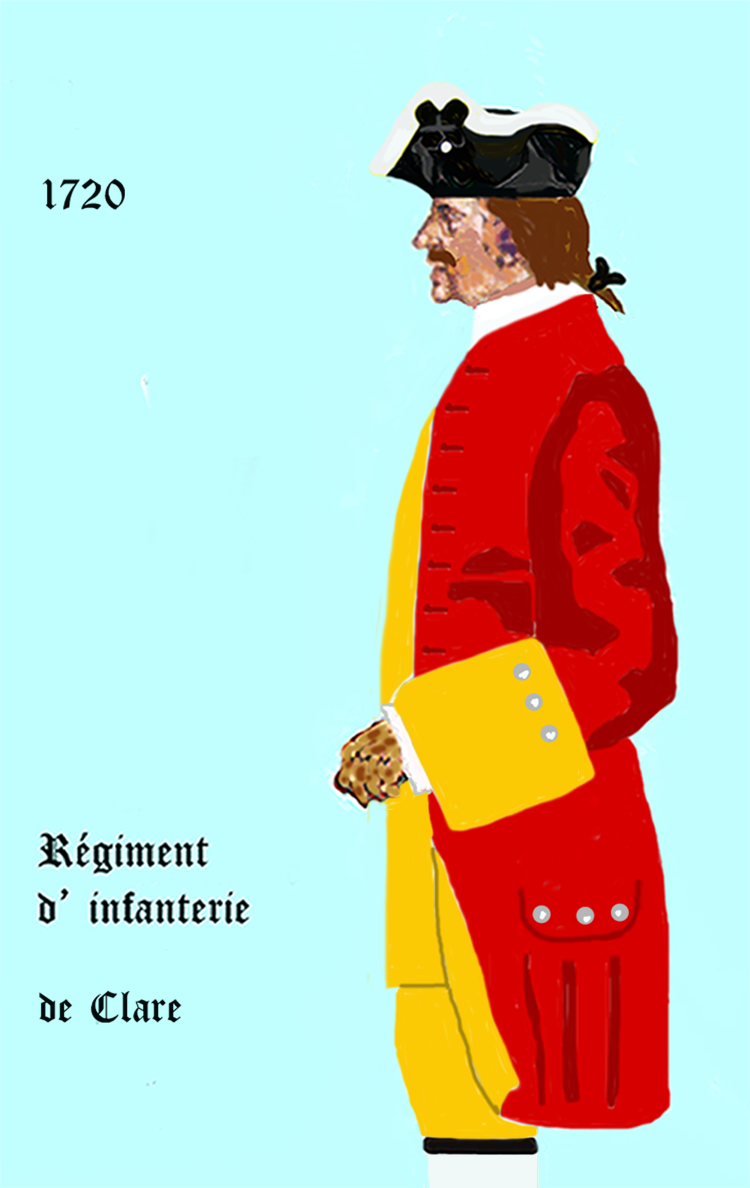
Uniforme de 1720 à 1734
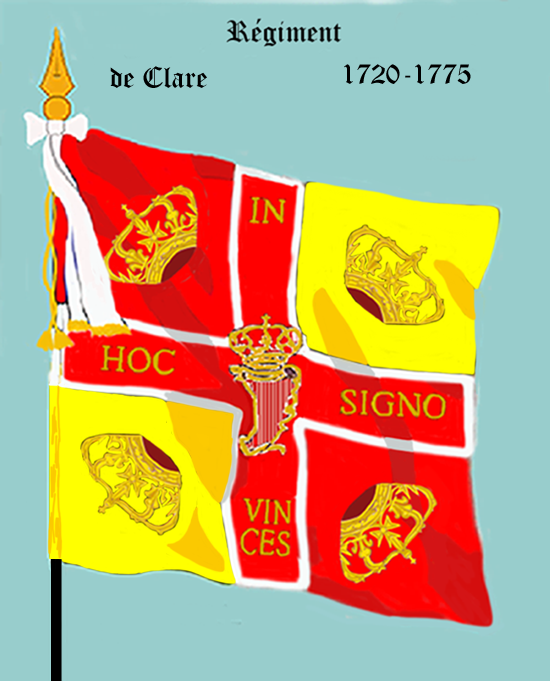
régiment de Clare de 1720 à 1775
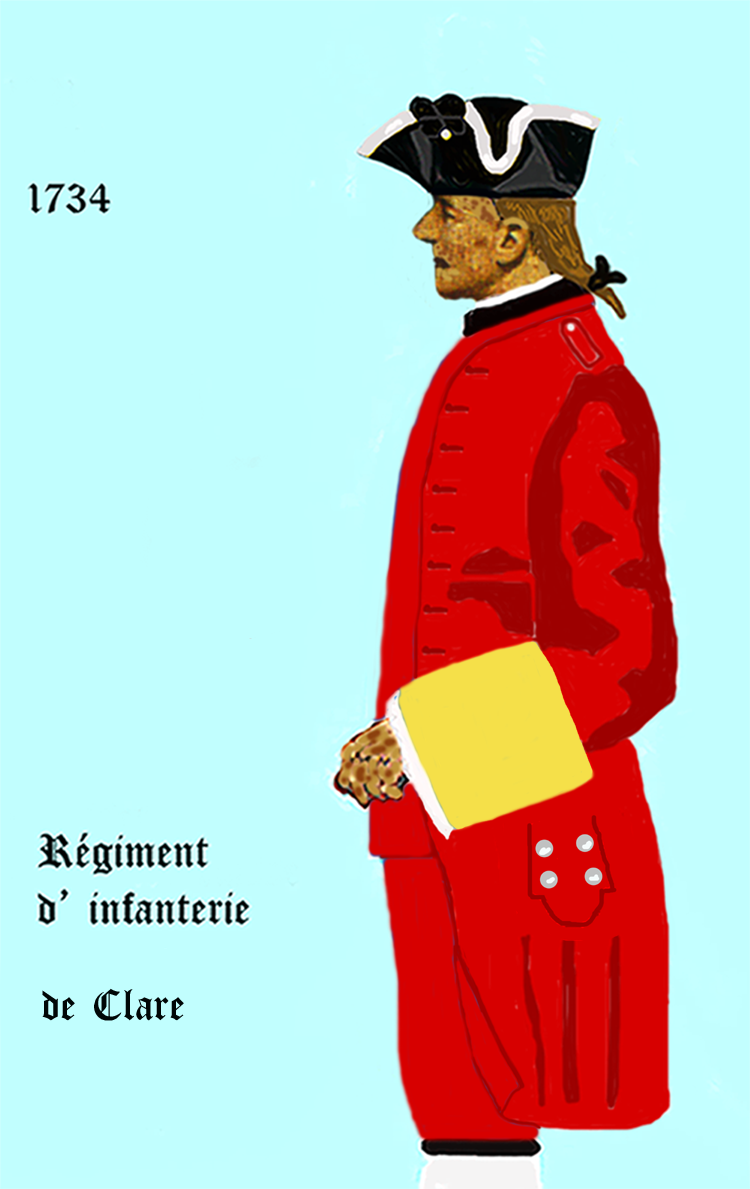
de 1734 à 1775

#### Guerre de Succession de Pologne
En 1733, au début de la guerre de Succession de Pologne le régiment est au siège de Kehl.
En 1734 il prend part à toutes les opérations de l'armée du Rhin, notamment à l'attaque des lignes d'Ettlingen et au siège de Philippsbourg, où le colonel Charles O'Brien de Clare, comte de Thomond est blessé à l'épaule du même coup de canon qui tue son oncle le maréchal de Berwick.
En 1735, le régiment sert entre Rhin et Moselle et se trouve à la bataille de Clausen.

#### Guerre de Succession d'Autriche
En 1741 et 1742, durant la guerre de Succession d'Autriche le régiment de Clare est employé sur la frontière de Flandre.
En 1743 il passe à l'armée du Rhin et se trouve le 27 juin à la bataille de Dettingen.
En 1744 il retourne en Flandre et fait le siège de Menin, ou il monte la garde de tranchée avec les Gardes Suisses, celui d'Ypres où il emporte le chemin couvert puis celui de Furnes.
Le 11 mai 1745, lors de la bataille de Fontenoy, avec les autres corps irlandais, il tombe sur la colonne anglo-hanovrienne en même temps que les Carabiniers et la Maison du roi, et prend deux drapeaux et quinze pièces de canon.
Peu de jours après, Clare assistait à la capitulation de la citadelle de Tournai. Il fut ensuite destiné à une expédition d'outre Manche que les circonstances firent contremander.
Il continua de faire partie de la grande armée de Flandre en 1746 et se distingua à l'attaque du village de Rocoux.
Au commencement de 1747, il défendit Malines se trouva plus tard à la bataille de Lawfeld où les Irlandais firent des merveilles.
En 1748 il est employé dans les opérations du siège de Maastricht.

#### Guerre de Sept Ans
Pendant les premières années de la guerre de Sept Ans, le régiment de Clare servait sur les côtes de la Normandie et avait ses quartiers habituels à Valognes.
Le 7 août 1758, il fait de glorieux mais inutiles efforts, avec le régiment liégeois de Horion, pour s'opposer au débarquement d'un corps de 10 000 Anglais, qui s'empara de Cherbourg.
Envoyé en 1760 à l'armée d'Allemagne, le régiment de Clare se fait remarquer à la bataille de Corbach puis à celle de Warbourg.
En 1761 il contribua à la défense de Marbourg et combattit bravement à Villinghausen.

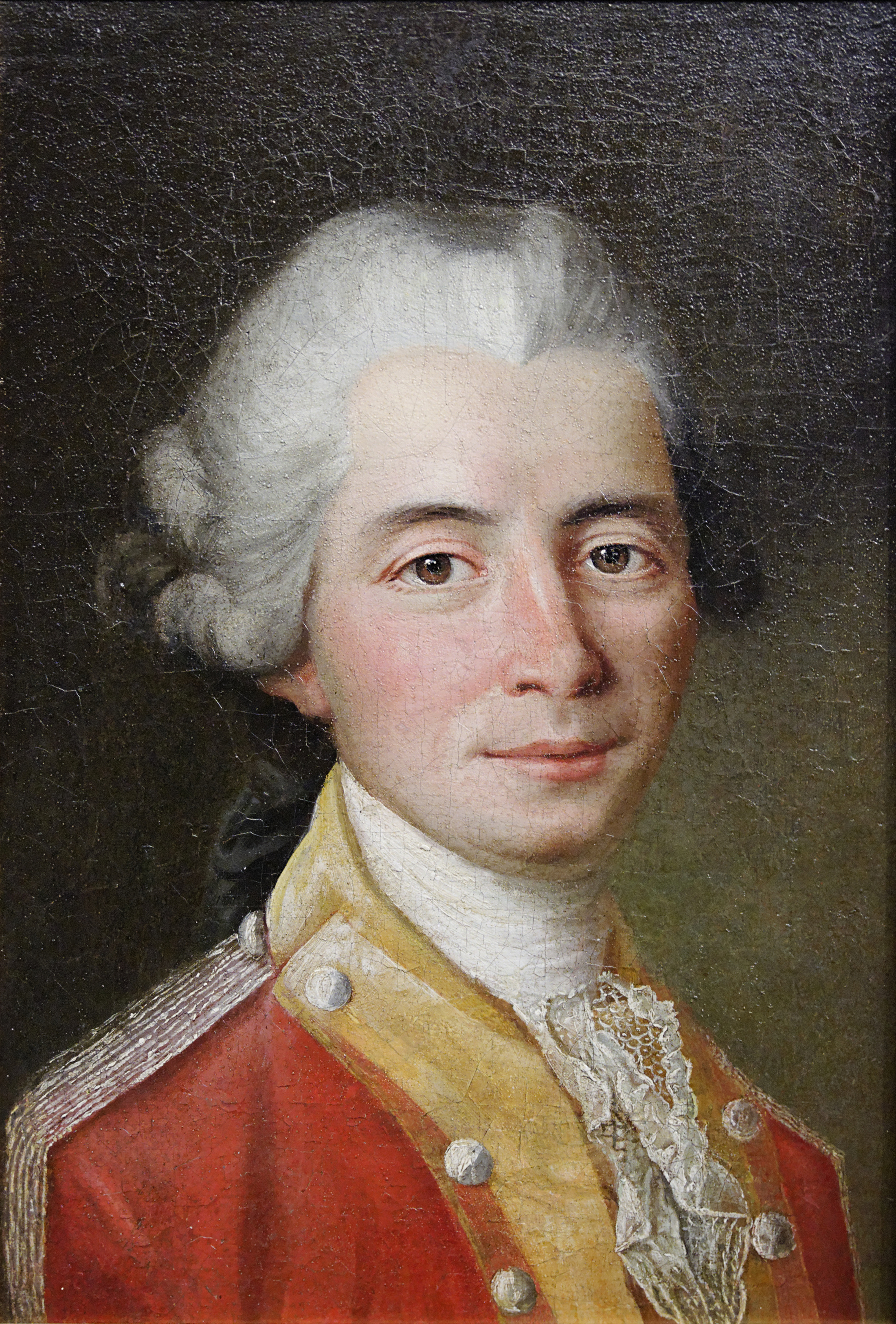
Officier du régiment de Clare, vers 1767, musée de l'Armée (Paris)

En 1762 il est au camp de Dunkerque, et le 21 décembre de la même année, il reçoit par incorporation les débris du régiment écossais d'Ogilvy créé en 1747.

#### Période de paix
En février 1763, après la signature du traité de Paris, le régiment est mis en garnison à Valenciennes, puis il se rend à Gravelines en mai 1763, puis à Philippeville en avril 1764. Il revint à
Gravelines en novembre 1764, puis à Berghes en août 1765, à l'ile de Ré en octobre 1765, à Blaye en octobre 1766, à Bayonne en juin 1767, à Marseille en octobre 1767, à Landrecies en juin 1768, à l'île d'Oléron en septembre 1769 et à Rochefort en janvier 1771.
 Il s'embarque aussitôt dans ce port pour passer aux îles de France et de Bourbon.
Le 18 décembre 1772, une partie du détachement du régiment qui avait été envoyé à l'île de France est incorporé dans le régiment de l'Île-de-France.
Rentré en France par Brest et Lorient en juillet 1772, il arrive à Béthune en octobre 1772, puis à Rocroi en octobre 1773, à Bouchain en septembre 1774, puis à Valenciennes en juin 1775.

### Régiment de Berwick (1775-1791)
Le régiment de Berwick fait partie de 5 régiments irlandais formés avec 13 compagnies de 50 hommes par un ordre du 27 février 1698 : Dorington, Albemarle, Galmoy, Lutrelle et Berwick. Leurs officiers et soldats sont ceux des 8 régiments d'infanterie irlandaise et des 2 régiments de dragons à pied du roi Jacques II licenciés par un ordre du même jour.
- juillet 1702 : création du second bataillon du régiment de Berwick
- 20 février 1715 : le 2e bataillon de Berwick est supprimé afin de porter les régiments de Dorington et Berwick à 15 compagnies de 40 hommes, dont une de grenadiers.
- Lors de la peste de Marseille et de Provence, apparue en juillet 1720, le régiment de Berwick fait partie du deuxième cordon sanitaire établi en septembre afin d’isoler la Provence.
- 12 juillet 1749 : ordonnance appliquant la nouvelle organisation des régiments aux régiments irlandais et écossais : un bataillon de 465 hommes composé de 13 compagnies, dont une de 3 officiers et 45 grenadiers, et 12 de 2 officiers et 35 fusiliers.
- 21 décembre 1762 : incorporation des régiments Royal-Écossais, Ogilvy et Lally dans ceux de Bulkeley, Clare, Dillon, Rooth et Berwick, qui conservent un bataillon, mais organisé comme les régiments français.

Drapeaux d’Ordonnance et Colonel qui portent la devise In hoc signo vinces, « Par ce signe, tu vaincras »
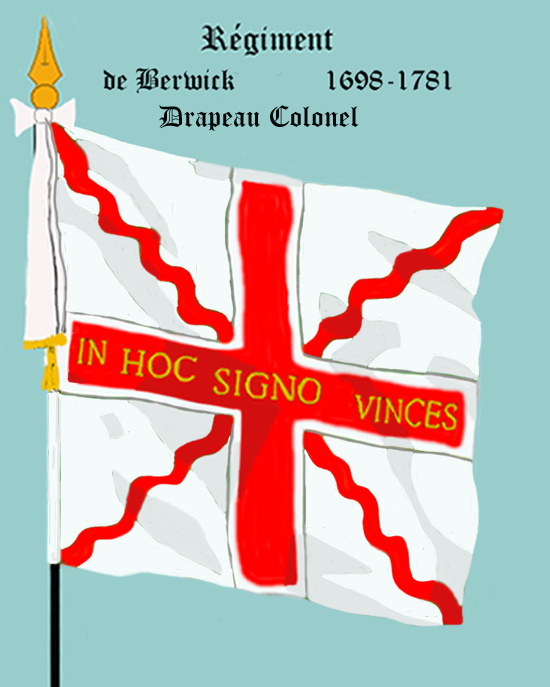
Drapeau colonel de 1698 à 1781
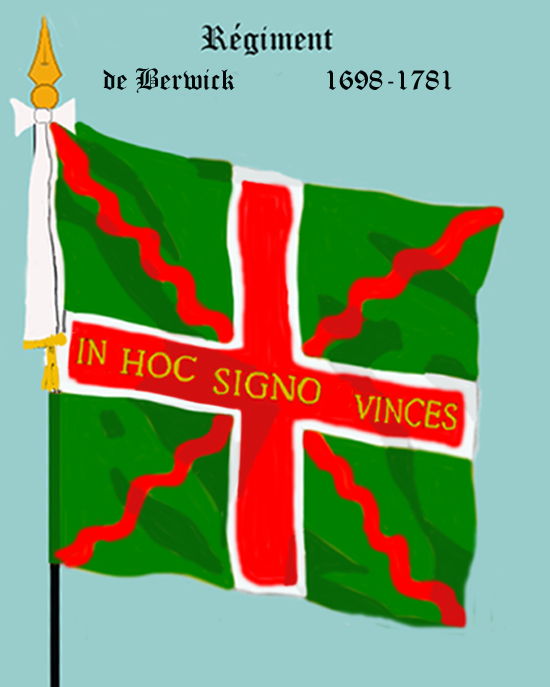
Régiment de Berwick de 1698 à 1781
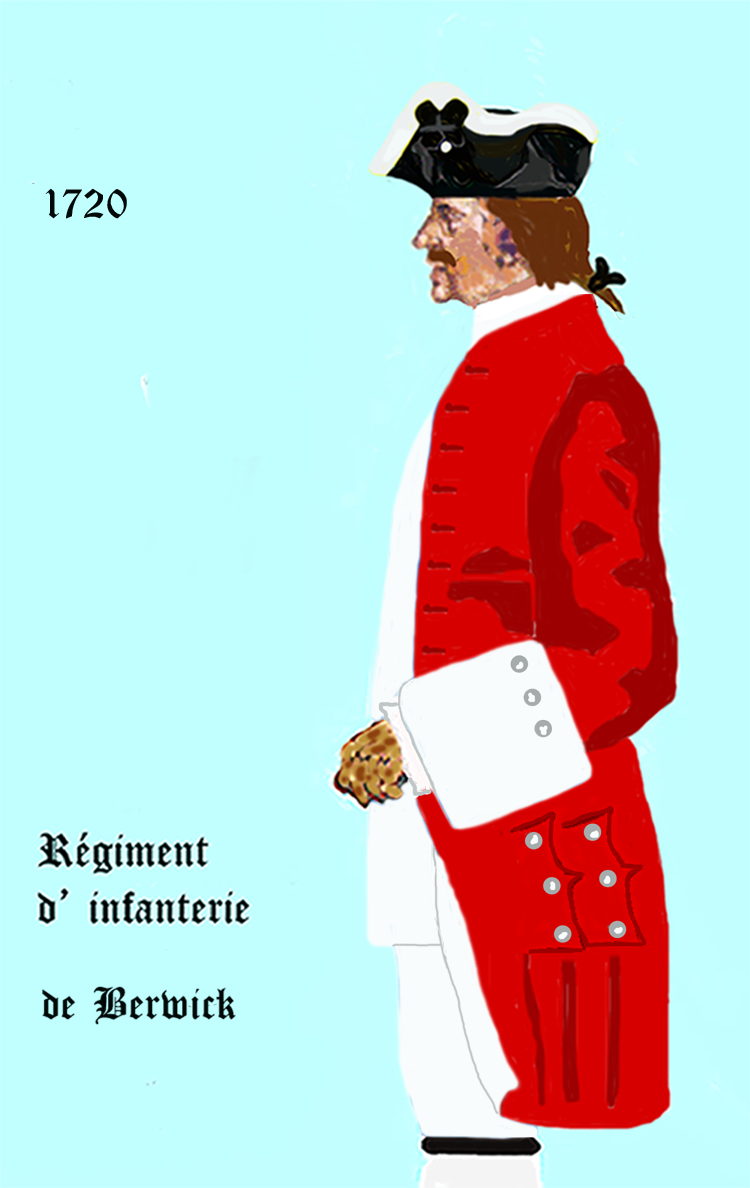
régiment de Berwick de 1720 à 1762
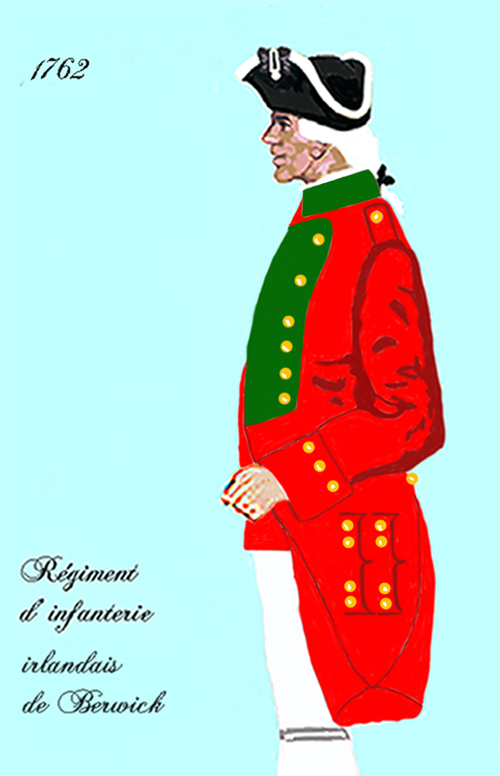
régiment de Berwick de 1762 à 1767

#### Période de paix
Par suite de l'ordonnance du 26 avril 1775, c'est à Valenciennes que le régiment de Clare est incorporé avec le régiment de Berwick qui forma son 2e bataillon. 
Le corps ainsi reconstitué conserva le rang de Clare et fut donné à la famille de Berwick, dont il prit le nom et les couleurs.
Après cette opération, qui fut effectuée le 4 juin le régiment se rend à Cambrai, puis il est envoyé en garnison à Calais en juin 1776, à Gravelines en novembre 1776, à l'île de Ré en octobre 1777, à Paimboeuf en août 1778, à Quimper en avril 1779, à Coutances en septembre 1779, à Vannes en janvier 1781, à Bouchain en mai 1782, à Landrecies en octobre 1782, aux îles de Ré et d'Oléron en novembre 1783, à la Rochelle en octobre 1784, à Boulogne en avril 1788, au camp de Saint-Omer au mois de septembre de la même année et à Berghes en septembre 1790. Deux mois après, des intrigues, dont les faits ultérieurs expliquent le but, firent envoyer le régiment à Landau, place enclavée dans le Palatinat et voisine de Coblentz.

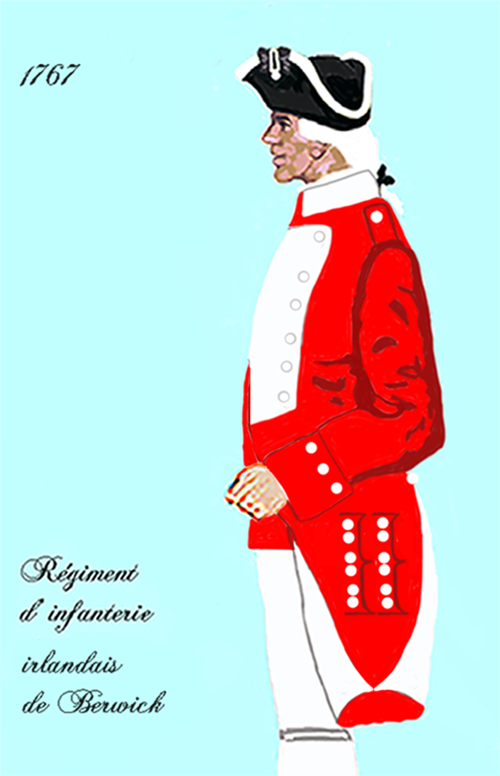
régiment de Berwick de 1767 à 1776
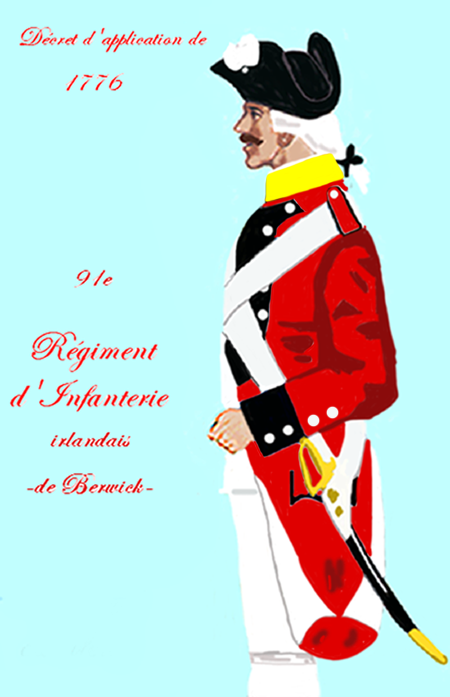
régiment de Berwick de 1776 à 1791
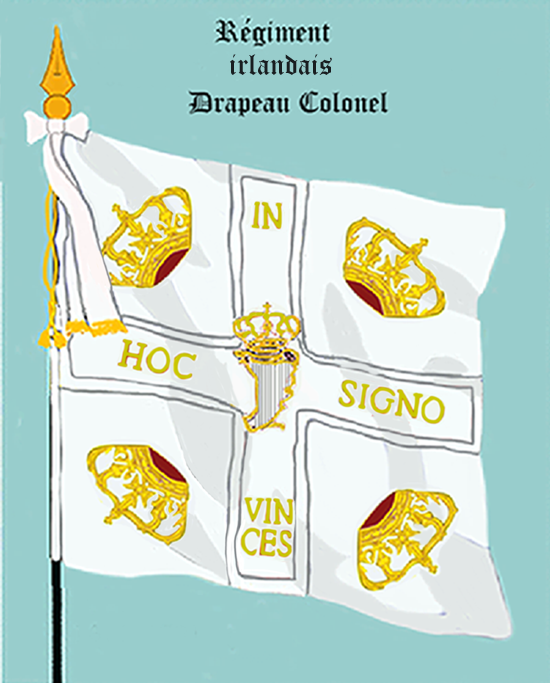
drapeau colonel de 1781 à 1791
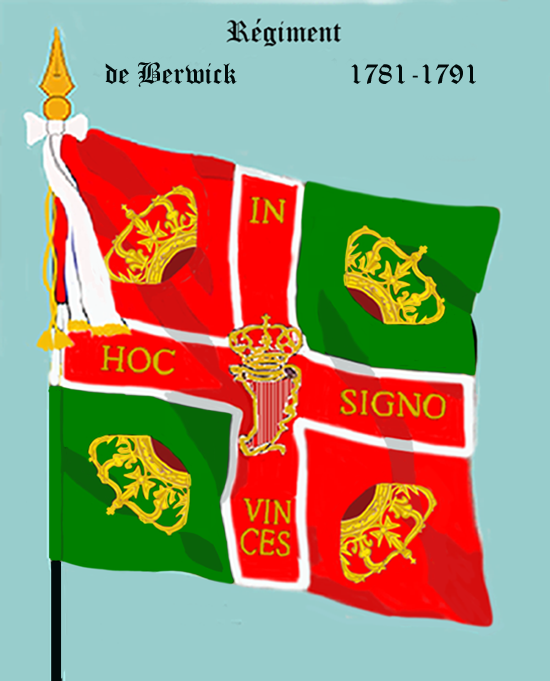
régiment de Berwick de 1781 à 1791

### 88erégiment d'infanterie de ligne ci-devant Berwick (1791-1794)

#### Révolution Française
L'ordonnance du 1er janvier 1791 fait disparaître les diverses dénominations, et les corps d'infanterie ne sont désormais plus désignés que par le numéro du rang qu'ils occupaient entre eux. Ainsi, 101 régiments sont renommés. Les régiments sont toutefois largement désignés avec le terme ci-devant, comme 88e régiment d'infanterie ci-devant Berwick.

En 1791, durant la Révolution Française, et surtout après la fuite du Roi et son arrestation à Varennes, le régiment fut vivement sollicité d'émigrer. Tous les genres de séduction furent employés, et au mois de juillet les chefs du régiment se rendirent, en effet, à Coblence avec un assez grand nombre de soldats. L'émigration fit beaucoup de bruit de cet acte de trahison, dans l'espoir sans doute que l'exemple de Berwick aurait des imitateurs dans d'autres corps, mais cet espoir fut trompé.
Voici ce qu'écrivaient au comte de Provence et au comte d'Artois les officiers réunis à Coblence, sous la date du 26 juillet 1791, au moment où le pays était sous l'impression de la tentative faite par Louis XVI pour sortir de son royaume :

« Monseigneur, les officiers, bas-officiers, grenadiers et soldats du régiment irlandais de Berwick, remplis des sentiments d'honneur et de fidélité qui sont héréditaires en eux, supplient Monseigneur de mettre aux pieds du roi le dévouement qu'ils font de leur vie pour le soutien de la cause royale, et d'employer leurs armes avec confiance dans les occasions les plus périlleuses ».
Monsieur leur répondit, le 28 juillet :
« J'ai reçu, Messieurs, avec une vraie sensibilité, la lettre que vous m'avez écrite. Je ferai parvenir au roi, le plus
tôt que je pourrai, l'expression de vos sentiments pour lui. Je vous réponds d'avance qu'elle adoucira ses peines, et qu'il recevra avec plaisir de vous la même marque de fidélité que Jacques II reçut, il y a cent ans, de vos aïeux. Cette double époque doit former à jamais la devise du régiment de Berwick, que l'on verra sur vos drapeaux, et tout ce qu'il y aura de sujets fidèles y lira son devoir et y reconnaitra le modèle qu'il doit imiter. Quant à moi, Messieurs, soyez bien persuadé que l'action que vous venez de faire restera pour toujours gravée dans mon âme, et que je m'estimerai heureux toutes les fois que je pourrai vous donner des preuves de ce qu'elle m'inspire pour vous ».
Le comte d'Artois fit une réponse analogue.
Enfin, l'ex-colonel Jacques-Charles de Berwick duc de Fitz-James, écrivait de son côté à ses amis, le 26 juillet, la singulière lettre qui suit :
j'espère qu'il servira d'exemple à d'autres; ce sera un mérite de plus. Ils n'ont emporté ni la caisse, ni les drapeaux; je regrette la première, elle eût fourni à la subsistance pendant quatre ou cinq mois. Quant aux drapeaux, je ne puis les regretter depuis qu'ils ont été souillés par les cravates prétendues patriotiques. J'en fais faire de nouveaux à Manheim. Je les ferai sacrer à Salzbach, où fut tué M. de Turenne; c'est là que le régiment se rassemble. Comme il y a juste cent ans que le régiment de Berwick est passé en France, suivant son roi malheureux, les princes ont agréé que je fasse ajouter aux drapeaux une légende qui sera ainsi : « Toujours et partout fidelles ». C'est la marque la plus flatteuse que puissent recevoir les officiers et le corps entier ».
Ce que Jacques-Charles de Berwick duc de Fitz-James n'explique point dans sa lettre, c'est comment il se fait que le régiment n'ait point emporté sa caisse, c'est-à-dire l'argent de l'État, lorsque cela était facile, puisqu'au pied des glacis de Landau on se trouvait sur le sol étranger, sans péril d'y être poursuivi. La vérité, c'est que la majeure partie du régiment était restée fidèle à son serment; c'est que parmi ce ramassis de déserteurs de toutes nations qui composaient alors les régiments irlandais, on n'était parvenu à débaucher qu'environ 300 hommes qui s'étaient échappés de Landau au milieu de la nuit.

#### Guerres de la Révolution française
Le reste du corps, présentant encore plus de 900 hommes, arriva à Nancy le 8 août, et fit son entrée dans cette ville avec ses drapeaux et sa caisse.

Ce fut pendant le court séjour que Berwick fit à Nancy que toutes ces manœuvres furent découvertes, par l'imprudence des émigrés. De nouvelles invitations à déserter étaient journellement adressées au corps avec des exemplaires des lettres du prince et du duc de Fitz-James. Les soldats de Berwick livrèrent ces pièces à la municipalité de Nancy. 

Le 20 août le régiment quitta cette ville pour se rendre, le 1er bataillon à Versailles, et le 2e bataillon à Orléans.

Au mois de novembre, le 1er bataillon vint à Orléans remplacer le 2e bataillon, qui alla s'embarquer à Lorient pour Saint-Domingue pour combattre la Révolution haïtienne. 

Le 1er bataillon fut envoyé à Besançon en septembre 1792, et fournit sa compagnie de grenadiers à l'armée du Rhin. Les autres compagnies y furent aussi appelées en 1793.
Le 19 messidor an II (7 juillet 1794), lors de la réorganisation des corps d'infanterie français de 1793, le 1er bataillon est amalgamé avec le 12e bataillon de volontaires du Jura et le 4e bataillon de volontaires de la Côte-d'Or pour former la 159e demi-brigade de première formation.

Le 2e bataillon qui devait former le noyau de la 160e demi-brigade de première formation n'a pas été amalgamé, celui-ci ayant totalement disparu à Saint-Domingue.
Ainsi disparaît pour toujours le 88e régiment d'infanterie ci-devant Berwick, partageant le sort de tous ces vieux régiments qui depuis deux siècles avaient défendu si intrépidement la patrie contre toutes les coalitions.